# Консильери

Консильери (/ˌkɒnsɪliˈɛəreɪ/; итальянский: [konsiʎˈʎɛːre]; итал. consigliere — советник) — руководящая должность в иерархии сицилийской, калабрианской и американской мафии. Слово получило широкую известность благодаря роману писателя Марио Пьюзо «Крёстный отец» (1969) и его одноимённой экранизации (1972) режиссёром Фрэнсисом Фордом Копполой. В романе консильери — это советник или консультант дона (босса) с дополнительной обязанностью представлять босса на важных встречах как внутри преступного клана босса, так и с другими преступными кланами. Консильери является близким другом и доверенным лицом, своего рода старейшиной мафии. По самой сути своей работы консильери один из немногих, кто может спорить и бросать вызов боссу, если необходимо обеспечить надёжность замыслов мафии. Обычно его описывают как лишённого амбиций человека, который даёт боссу бескорыстные советы.
В реальной жизни консильери является третьим лицом в преступной иерархии, как правило, после дона и капобастоне (младший босс, подручный босса). Вместе с ними он образует руководящий совет или «правление». Семье Дженовезе приписывают изобретение должности мессаджеро (англ. messaggero — посыльный), которому поручено служить связующим звеном между другими американскими мафиозными семьями.

## Этимология
Итальянское слово consigliere означает «советник» или «советчик» и до сих пор является общим названием для членов городских советов в Италии и Швейцарии. Оно происходит от латинских слов consiliarius (советник) и consilium (совет). Терминология американской мафии взята из терминологии сицилийской мафии и предполагается, что аналогия предназначена для подражания двору средневекового итальянского княжества. Например, во главе Венецианской республики стояли дож («герцог») и советник дожа («советник герцога»; итал. consigliere ducale). Капобастоне обычно становится доном, когда место становится вакантным, поэтому его положение равнозначно наследнику трона. В то время как консильери подобен главному министру или канцлеру. Джозеф Бонанно в автобиографической книге «Человек чести» пояснил, что консильери в большей степени является гласом или представителем солдат семьи, и что он может помочь в посредничестве или разрешении споров от имени низших ступеней преступного клана.

## Американская мафия
Джозеф Валачи упоминает таинственного «Сандино», разрешающее споры как консильери семьи Дженовезе в 1940-х годах. Тем не менее, консильери в более поздние времена имели склонность играть более активную роль в семейных делах. В 1971 году консильери семьи Коломбо Джозеф Яковелли провёл операцию по убийству Джозефа Галло по прозвищу «Безумный Джо» — солдата семьи Коломбо обвинённого в предательстве. Спустя два десятилетия другой консильери семьи Коломбо, Кармин Сесса, возглавил преступный клан, пытался убить исполняющего обязанности босса Виктора Орена по прозвищу «Малыш Вик». Фрэнк Бомпенсьеро был назначен консильери преступного семьи Лос-Анджелеса в 1976 году, но оказался убитым в общественной телефонной будке в феврале 1977 года; его босс повысил Бомпенсиеро, чтобы побудить его ослабить охрану. Полицейское прослушивающее устройство в 1979 году записало разговор босса мафии Новой Англии Раймонд Патриарка, который сообщил о назначении своего консильери, поэтому не необходимости выбирать эту должность в ходе процесса поиска консенсуса. Когда в 1992 году консильери Нью-Джерси Стефано «Водитель грузовика Стив» Витабиле узнал, что капобастоне его семьи, Джон «Джонни Бой» Д'Амато, бисексуален, он приказал убить его. Пол Гулино, торговец наркотиками и сотрудник преступной семьи Бонанно, был убит в 1993 году после того, как он якобы «прибрал к рукам» на консильери своей семьи.
Джеймс Ида, нынешний консильери семьи Дженовезе, с 1996 года отбывает пожизненное заключение; Доминик Чирилло действующий консильери семьи. Джозеф Короццо — нынешний консильери семьи Гамбино, а Энтони Рабито — консильери по преступной семьи Бонанно. Как показывают эти примеры, современные консильери — это, как правило, бывшие солдаты и капореджиме, а не сторонние советники.